# Якимчук, Андрей Вячеславович
Андрей Вячеславович Якимчук (7 ноября 1968, Хабаровск, Хабаровский Край, РСФСР) — российский предприниматель и меценат.

## Образование
Окончил Дальневосточный государственный университет по специальностям «Журналистика» и «Юриспруденция»

## Биография
В 1989—1996 годах работал корреспондентом регионального Гостелерадио, редактором владивостокских газет «Конкурент» и «Новости». С 1993 года - сотрудник ИД «Коммерсант».
В 1996—1998 - вице-президент Владивостокской фондовой биржи.
В 1999—2000 - заместитель генерального директора, член совета директоров ОАО «Дальэнерго» — региональной компании РАО ЕЭС «России» (недоступная ссылка). С 2000 года работал в штаб-квартире РАО ЕЭС в Москве.
С 2002 года - государственная служба в Совете Федерации. В 2007 году сложил с себя полномочия.
Вместе с Павлом Гореловым, Дмитрием Пономаревым и Валентином Завадниковым стал одним из основателей группы компаний «Эко-система», частного федерального оператора в сфере управления отходами. Работал генеральным директором группы. По данным на начало 2015 года, предприятие обслуживало 2,4 млн жителей Рязанской, Белгородской, Астраханской, Костромской областей и Алтайского края, утилизировало специальный медицинский мусор в Москве, а также собиралось строить мусороперерабатывающие заводы в Подмосковье (взамен мусоросжигательных).
С 2005 года как редактор и попечитель участвует в возрождении издательства научно-популярной литературы «Мысль».